# Rocco Lazazzera
Rocco Lazazzera (Calatafimi, 1º aprile 1898 – Berat, 14 aprile 1941) è stato un militare italiano, decorato di medaglia d'oro al valor militare della memoria nel corso della seconda guerra mondiale.

## Biografia
Nacque a Calatafimi il 1º aprile 1898, figlio di Luigi e Anna Caramia. Studente di legge all'Università di Napoli, durante la grande guerra combatté, con il grado di sottotenente di complemento dell'arma di fanteria, nel 29º reparto d'assalto della 1ª Armata,  dove riportò una grave ferita al polmone l'ultimo giorno di guerra a Serravalle di Trento. Si distinse in numerosi combattimenti, e venne decorato con una Medaglia d'argento, una di bronzo e due croci di guerra al valor militare. Promosso tenente, fu posto in congedo nel 1920 per transitare, con lo stesso grado, nell'Arma dei Carabinieri Reali. Prestò servizio presso le Legioni di Palermo, Trento e Roma e fece parte dei Reparti operanti in Tripolitania nel 1924. Nel 1933 venne promosso capitano e nel 1935 partì volontario per la guerra d'Etiopia, distinguendosi durante la marcia su Gondar, e dopo la fine del conflitto nelle grandi operazioni di polizia coloniale, venendo decorato con una medaglia d'argento al valor militare per aver, il 2 marzo 1936, al comando di un nucleo di carabinieri e di zaptiè, conquistato una postazione avversaria posta su una sommità quasi a picco; una medaglia di bronzo al valor militare il 20 gennaio 1936 nel Tembien, in quanto, a capo di due sezioni carabinieri, riusciva a sventare un attacco contro lo stato maggiore del Corpo d'armata eritreo; 2 due croci di guerra al valor militare per il periodo gennaio–maggio 1936 perché, addetto a colonna celere, con un nucleo di carabinieri svolse numerosi servizi al comando che muoveva per occupare Gondar, assicurando i buoni rapporti con le popolazioni locali ed un ottimo afflusso di informazioni che garantì il successo dell’operazione.
Rientrato in patria nel 1937, dal luglio 1938 prese parte alla guerra di Spagna, dove fu decorato di tre medaglie d'argento al valor militare per essersi distinto a Tarragona, Sant Celoni, in Catalogna ed a Burguillos. Promosso maggiore per meriti di guerra nel giugno 1939, fece rientro in Italia da Madrid il 3 giugno 1940. Fu prima destinato al Comando del XV Corpo d'armata mobilitato col quale prese parte alle operazioni di guerra sul fronte occidentale.
Nel febbraio 1941 assunse il comando carabinieri dell'VIII Corpo d'armata, operante sul fronte greco-albanese. Durante un aspro combattimento nella zona di Berat, il 14 aprile 1941, al comando di un battaglione d'assalto composto da uomini di armi di corpi diversi, per riuscire a sfondare una pericolosa base nemica. Durante la preparazione dell'attacco fu gravemente ferito dal fuoco nemico, decedendo il giorno successivo presso l'ospedale di Berat. Venne decorato con la medaglia d'oro al valor militare alla memoria. Era insignito della Croce di Cavaliere del Sovrano Militare Ordine di Malta.
Gli sono intitolate le sedi del Comando Provinciale dell'Arma di Matera e di Trento e della Compagnia di Alcamo. Una via di Taranto porta il suo nome.
Il 67° e il 139° corso allievi carabinieri ausiliari furono intitolati al Magg. Lazazzera.

## Pubblicazioni
- Fiamme d'assalto. La grande guerra di un ardito alpino, Editore Toffaloni, Milano, 1925.

### Fonti
1. ↑  Gruppo Medaglie d'Oro al Valore Militare 1965, p. 652.
2. 1 2 3 4 5 6 7 8  Combattenti Liberazione.
3. 1 2 3 4  Carabinieri.
4. ↑  Medaglie d'oro al valor militare sul sito della Presidenza della Repubblica
5. ↑  Registrato alla Corte dei conti addì 5 settembre 1942,  guerra registro 36, foglio 24.
6. ↑  Registrato alla Corte dei conti addì 1 agosto 1943,  registro 14 Africa Italiana, foglio 175.
7. ↑  Registrato alla Corte dei conti il 30 giugno 1936, colonie registro 15, foglio 254.
8. ↑  Registrato alla Corte dei conti lì 1 agosto 1939, registro n.26, foglio 377.